# Les Rocasses
Les Rocasses és una muntanya de 745 metres que es troba al municipi de Sant Pere de Torelló, a la comarca d'Osona.